# Experimentul Stanford
Experimentul Stanford (în original, în engleză Stanford Prison Experiment)  a fost un experiment psihologic care a produs câteva descoperiri senzaționale în domeniul psihologiei umane. S-a descoperit o schimbare radicală a comportamentului individului în condițiile de viață dintr-un penitenciar. Experimentul a fost inițiat în anul 1971 de psihologul american Philip Zimbardo, de la Universitatea Stanford. Din cauza escaladării conflictelor, a fost necesar ca experimentul să fie întrerupt mult mai repede decât fusese inițial proiectat.

## Desfășurare
Acest experiment a fost finanțat de către Oficiul American Naval de Cercetare, sub forma unei anchete cu privire la cauzele de conflict dintre gardienii militari și prizonieri.

### Alegerea candidaților
Au fost aleși douăzeci și patru de studenți din șaptezeci și cinci (toți de sex), care își asumau rolurile atribuite aleatoriu de prizonieri și gardieni într-o închisoare simulată, situată la subsolul clădirii de psihologie „Air Jordan Hugh 1 Hall” a Universității Stanford. Participanții s-au adaptat la rolurile lor dincolo de așteptările lui Zimbardo. Gardienii aplicau măsuri autoritare pentru ca, în cele din urmă, să supună prizonierii la tortură psihologică. Mulți dintre prizonieri au acceptat în mod pasiv abuzul psihologic, dar au fost ușor hărțuiți de către alți deținuți, care încercau să-i împiedice pe gardieni. Participanții au fost recrutați explicându-li-se că vor participa la o simulare de închisoare, pe o perioadă de două săptămâni. Dintre cei 75 de participanți la selecție, Zimbardo și echipa sa au selectat 24 de bărbați pe care i-au considerat cei mai stabil psihic și sănătoși. Aceștia au fost cu predominare caucazieni și de clasă socială mijlocie. Grupul a fost ales intenționat pentru a-i exclude pe cei cu probleme psihice, penale și medicale. Toți au fost de acord să participe pentru o perioadă de 7 până la 14 zile și au primit ca plată 15 dolari pe zi fiecare (echivalentul a 85 de dolari pe zi din 2012).
Acest experiment l-a afectat profund chiar și pe Zimbardo, care, în calitate de administrator a permis ca abuzul psihologic să continue. Doi dintre prizonieri au renunțat la experiment de la început, iar întregul experiment a fost oprit brusc numai după șase zile. Anumite porțiuni ale experimentului au fost filmate, iar fragmente de imagini sunt disponibile pentru public.

### Evenimentele din "închisoare"
Cercetătorii au organizat o sesiune de orientare pentru gardieni cu o zi înainte de experiment,  în care i-au îndrumat pe aceștia să nu le dăuneze fizic prizonierilor. În filmul de studiu Zimbardo poate fi văzut vorbind cu gardienii și spunându-le:
„Puteți crea prizonierilor sentimente de plictiseală, un sentiment de teamă în anumită  măsură; li se poate crea noțiunea că viața lor este controlată în totalitate de către noi, de către sistem, că nu vor avea nici o intimitate… Le vom lua individualitatea în diverse moduri. În general, le vom da un sentiment de neputință. În această situație noi vom avea toată puterea și ei vor fi neputincioși.”
Doisprezece dintre cei douăzeci și patru de participanți au fost repartizați în rolul de deținuți (nouă plus trei suplinitori), în timp ce ceilalți doisprezece au atribuit rolul de pază (de asemeni nouă plus trei suplinitori). Zimbardo a pus în rolul de administrator și gardian un asistent (de licență). Zimbardo a gândit experimentul cu scopul de a induce dezorientare, depersonalizare și dezindividualizarea celor participanți.
Cercetătorii au furnizat gardienilor: bastoane de lemn, îmbrăcăminte similară cu cea a paznicilor reali de închisoare (în scopul de a stabili statutul lor); cu ochelari reflectorizanți de soare (pentru a preveni contactul vizual). Deținuții purtau halate inconfortabile, nepotrivite și lanțuri în jurul gleznelor.
Gărzile au fost instruite să se adreseze prizonierilor cu numerele atribuite, care erau cusute pe uniformele lor, în loc de nume.
Prizonierii au fost arestați în casele lor și acuzați de jaf armat. Departamentul de poliție local a asistat Zimbardo cu arestările și procedurile complete a deținuților. Acestea au inclus amprentarea și fotografierea "infractorilor". Prizonierii au fost transportați la închisoarea fictivă de la secția de poliție, unde au fost percheziționați, avându-se în vedere noile lor identități.
Au fost înființate celule mici, false și introduși câte trei prizonieri în fiecare. Nu a fost nici un spațiu pentru curtea închisorii, erau izolați și aveau o sală mare vizavi de paznici  și director. Închisoarea era lipsită de ceasuri și ferestre. Prizonierii au fost lăsați să rămână în celulele lor, zi și noapte, până la sfârșitul studiului. Gardienii au lucrat în echipe de câte trei, în schimburi de opt ore.

### Escaladarea conflictelor și întreruperea experimentului
Prima zi a fost relativ lipsită de evenimente. În cea de-a a doua zi prizonierii din prima celulă au blocat ușa celulei lor cu păturile lor, au scos capacele de stocare, refuzând să iasă la instrucțiunile gardienilor. Gărzile de la alte schimburi s-au oferit voluntari să lucreze ore suplimentare, în scopul de a ajuta la înăbușirea revoltei. Au atacat ulterior deținuții cu stingătoare de incendiu, fără a fi supravegheați de personalul de cercetare. Considerând că supravegherea a nouă prizonieri cu doar trei paznici pe schimb ar fi fost prea dificilă, unul dintre paznici a sugerat să se folosească tactici psihologice pentru îi controla pe aceștia. Gărzile au creat o "celulă privilegiu", în care deținuții care nu au fost implicați în revoltă să fie tratați cu recompense speciale: cum ar fi mese de calitate superioară. Deținuții "privilegiați" au ales să nu mănânce masa, în scopul de a rămâne solidari cu amicii lor deținuți.
După numai 36 de ore, unul din deținuți a început să  se comporte ca un "nebun", așa după cum a descris Zimbardo: "# 8612, apoi a început să  înnebunească, să țipe, să înjure, să meargă într-o furie care părea scăpată de sub control. A durat ceva timp până când am devenit convins că el suferea cu adevărat și a trebuit să-l eliberăm."
Paznicii au forțat prizonierii să repete numerele lor alocate, în scopul de a întări ideea că acesta era noua lor identitate. Gărzile i-au hărțuit pe prizonieri cu numărătoarea și i-au pedepsit fizic dacă aceștia greșeau. Condițiile sanitare erau în declin rapid, deținuții fiind obligați să urineze și să defecheze în găleți de salubritate, pe care nu îi lăsa să le golească ca pedeapsă. Au fost eliminate saltelele, prizonierii dormind pe ciment. Unii deținuți au fost forțați să se dezbrace ca o metodă de degradare. Mulți paznici au devenit tot mai cruzi dar experimentul a continuat. Cercetătorii au raportat că aproximativ o treime dintre gardieni au prezentat tendințe sadice autentice. Majoritatea gardienilor s-au supărat pentru că experimentul a fost încheiat după doar 6 zile.
În a patra zi, unii dintre gardieni au declarat că au auzit un zvon că deținutul eliberat a avut de gând să se întoarcă la prietenii săi, să îi elibereze pe cei rămași. Zimbardo și gardienii au demontat închisoarea și s-au mutat pe un alt etaj al clădirii. Zimbardo a așteptat la subsol, în cazul în care deținutul eliberat va apărea, și a planificat să-i spună acestuia că experimentul a luat sfârșit. Prizonierul nu s-a mai întors, iar închisoarea a fost reconstruită.
Zimbardo a susținut că deținuții și-au luat în serios rolurile lor. Unii au declarat că ar accepta "eliberarea", chiar dacă aceasta ar însemna confiscarea plăților. Cererile lor de eliberare condiționată au fost toate negate. Zimbardo a argumentat că nu au avut nici un motiv de continuare a participării la experiment după ce au pierdut toate compensațiile monetare, dar, au făcut-o, pentru că ei își luau foarte în serios identitățile de prizonieri.
Prizonierul nr. 416, un nou admis, un stand-by prizonier, și-a exprimat îngrijorarea față de tratamentul a celorlalți deținuți. Gardienii au răspuns cu și mai mult abuz. Când deținutul a refuzat să mănânce cârnați, spunând că era în greva foamei, gardienii l-au limitat la "izolare", într-un dulap închis: "gardienii apoi i-au instruit pe ceilalți prizonieri să lovească cu pumnul în mod repetat în ușă în timp ce strigau la 416." 
Gardienii au declarat că va fi eliberat din detenție solitară doar în cazul în care toți prizonierii vor renunța la pături și vor dormi pe saltele dezvelite. Numai un singur prizonier a fost de acord.
Zimbardo a anulat experimentul mai devreme - când,  Christina Maslach, o absolventă în psihologie cu care acesta se întâlnea (și mai târziu s-a căsătorit cu ea), a obiectat la condițiile de închisoare. Zimbardo a remarcat că, din mai mult de cincizeci de persoane care au observat experimentul, numai Maslach a pus la îndoială moralitatea sa. 
Experimentul s-a încheiat numai după șase zile.

## Teorii și analize psihologice
Psihologul american a dovedit astfel că  persoane sănătoase mintal, în circumstanțe deosebite pot deveni agresivi / agresive. Mediul joacă un rol esențial în comportamentul uman. Se pare că experimentul, după ani de zile, nu a avut influențe negative asupra vieții participanților. Acesta se datorează faptului că li s-a explicat că erau doar martori, participatori la un experiment. Cei selectați ar fi fost perfect sănătoși mintal iar experimentul a avut loc într-o locație sigură, astfel încât după ce subiecții au predat uniformele aceștia s-au întors la o viața normală. Cercetătorii i-au asigurat că nu trebuie să aibă sentimente de remușcare sau de rușine.
Una dintre alte concluzii  a fost de asemenea că rolurile sociale pot afecta dezvoltarea personalității unui individ. După evenimentele de abuz a prizonierilor din cel de-al doilea război în Irak, Zimbardo a reamintit rezultatul experimentului care arată că împrejurările din detenție în general sunt deosebit de favorabile violenței. El a subliniat că evenimentele din închisoarea de la  Abu Ghraib nu sunt de fapt din vina soldaților, ci a sistemului de încarcerare. Gardienii din lipsă de activitate inventează metode de tortură sofisticate.
Experimentul lui Zimbardo a fost repetat de mai multe ori.
Problemele etice ridicate de acest experiment sunt foarte similare cu cele a unui experiment efectuat de către Milgram, în 1963 la Universitatea Yale. Stanley Milgram a fost un coleg de clasă a lui Philip Zimbardo.

### Disonanța cognitivă
Atitudinile se pot schimba in funcție de factorii interni ai unei persoane. Teoria disonanței cognitive susține ca un motiv puternic de a rezista mental unui factor poate da naștere unui comportament irațional și inadaptabil.

## Literatură
- de Michael Walter: Über Machtstrukturen, aus denen Kriminalität entsteht. Folgerungen aus dem Stanford-Prison-Experiment für Kriminologie und Kriminalpolitik, in: Frank Neubacher, Michael Walter (Hg.): Sozialpsychologische Experimente in der Kriminologie. Milgram, Zimbardo und Rosenhan kriminologisch gedeutet, mit einem Seitenblick auf Dürrenmatt, Lit Verlag, Münster [u. a.] 2002, ISBN 3-8258-6029-9, S. 93–102.
- de  Philip Zimbardo: Das Stanford Gefängnis Experiment. Eine Simulationsstudie über die Sozialpsychologie der Haft. 3. Auflage. Santiago Verlag, Goch 2005, ISBN 3-9806468-1-5.
- de  Philip Zimbardo: Der Luzifer-Effekt. Die Macht der Umstände und die Psychologie des Bösen. Spektrum Akademischer Verlag, Heidelberg 2008, ISBN 978-3-8274-1990-3.